# The Blue Planet
The Blue Planet ("Il pianeta blu" in italiano) è una serie di documentari pubblicati dal 12 settembre 2001 dalla BBC e trasmessi sul canale BBC One.
Realizzata dalla stessa troupe che successivamente produrrà anche la serie-evento Planet Earth, è narrata in inglese da Sir David Attenborough, uno dei pionieri dei documentari naturalistici.

## The Blue Planet
Ogni episodio della serie osserva la vita marina in un diverso aspetto. Oltre a testimoniare alcuni comportamenti animali per la prima volta, la troupe ha anche osservato alcuni che erano nuovi anche alla scienza.

### Episodi
- Seas of Life: Ocean World - Introduzione sugli effetti delle correnti oceaniche e del sole.
- The Deep - Esplorazione delle profondità sconosciute dell'oceano. Oltre il 60% degli oceani è profondo più di un miglio e costituisce l'habitat più misterioso del pianeta.

Nella versione italiana si dice ripetutamente,in maniera errata, che lo squalo balena è un mammifero.
- Open Ocean - Vita nei "deserti marini": i mari che sono più lontani dalla terra. Queste acque contengono i più rapidi e potenti cacciatori dell'oceano.
- Frozen Seas - Confronto tra la vita oceanica nell'Artide e nell'Antartide. L'inverno in queste regioni porta temperature inferiori a 50 °C ed i mari congelati creano grandi sfide.
- Seasonal Seas - Effetti delle stagioni sui mari temperati: i più produttivi del pianeta.
- Coral Seas - Le barriere coralline, mondo variopinto e altamente ricco in biodiversità, offrono riparo e protezione a migliaia di specie di pesci, crostacei, molluschi ed echinodermi ed ai coralli stessi.
- Tidal Seas - Tratta la vita marina che è strutturata attorno alle maree che si alzano e si abbassano. Queste sono causate dalla tensione gravitazionale sulla Terra dalla Luna, ma in alcune località, questo può anche combinarsi con la potenza del sole per creare un mascheretto.
- Coasts - Gli ambienti costieri sono definiti i più "dinamici" di tutti gli oceani.

- Deep Trouble - Episodio speciale per mostrare come il comportamento dell'uomo intacca gli habitat naturali della fauna marina.

## Blue Planet II
- The Prequel - Clip di 5 minuti per indrodurre gli argomenti trattati.[1]
- One Ocean - Delfini dal naso a bottiglia che giocano con i coralli nel Mar Rosso, un labride intelligente sbatte una conchiglia contro uno spuntone di corallo fino a romperla[2], un grande banco di carangi giganti indopacifici cacciano pulcini di sterne negli atolli nell'oceano indiano, una femmina di semicossyphus reticulatus asiatico cambia sesso per diventare maschio[3], orche e megattere banchettano con un banco di aringhe in Norvegia, un gruppo di trichechi si riposa e riproduce in Arctica.[4]
- The Deep[5] - Le profondità dell'oceano sono tra le condizioni di vita più difficile ed estreme al mondo. Le profondità degli oceani antartici ha alcune creature endemiche. Negli altri oceani si possono trovare tunicati, pesci spada, totani giganti del Pacifico e pyrosomatida che si cacciano tra loro, più in profondità i lofiformi attirano prede e pericolosi melanoceti.
- Coral Reefs[6]
- Big Blue[7]
- Green Seas[8]
- Coasts[9]
- Our Blue Planet[10]

## Produzione
La serie è stata prodotta in quasi cinque anni di lavoro e circa 200 luoghi ripresi. Il fatto che la maggior parte degli ambienti sottomarini era al tempo un mistero, ha presentato delle sfide per la produzione. 

### Sequel
Nel febbraio 2017 la BBC ha annunciato un sequel della serie intitolato Blue Planet II ed ha pubblicato il primo trailer ad inizio ottobre sul sito ufficiale della BCC Earth. La serie farà il suo debutto su BBC One (e sul corrispettivo in alta definizione) il 29 ottobre 2017.
Sir David Attenborough ritorna come presentatore e narratore. Hans Zimmer ed i Radiohead componongono la principale colonna sonora, utilizzando anche la canzone Bloom dall'album The King of Limbs. Thom Yorke ha dichiarato: “Bloom era stata ispirata dal primo Blue Planet, quindi è grandioso avere l’opportunità di chiudere il cerchio in questo modo”.
I sette episodi della serie sono stati filmati durante 125 viaggi in tutto il mondo nel giro di 4 anni.

## Distribuzione
La serie è stata pubblicata in oltre 50 stati. 
Negli Stati Uniti, gli episodi sono stati mostrati su Discovery Channel in un ordine diverso e con un diverso titolo. Sir David Attenborough è stato sostituito da Pierce Brosnan.

## Accoglienza
Per la prima volta trasmessa su BBC One, la prima serie è stata guardata da oltre 12 milioni di persone ed ha regolarmente raggiunto uno share di pubblico del 30%. La serie ha inoltre vinto due Premi Emmy del 2002 come Miglior composizione musicale per una serie tv e Miglior montaggio video per un programma non-fiction ed ha ricevuto altre tre candidature. Ha vinto anche due Premi BAFTA come Miglior composizione originale e Miglior fotografia, su un totale di sei candidature.

### Critiche
La serie ha attirato varie critiche quando è stato rivelato che alcune scene sono state filmate in un acquario nel Galles. Il produttore, Alastair Fothergill, ha dichiarato che circa il 2% delle riprese si sono svolte in acquari.

## Film
Profondo blu è un documentario del 2003 diretto da Andy Byatt e Alastair Fothergill, versione cinematografica della serie.
Il film è stato presentato al San Sebastian Film Festival il 20 settembre 2003. È stato poi diffuso in oltre 20 stati tra il 2003 ed il 2005 ed ha incassato oltre 30 milioni di dollari.